# Старозагорска зоологическа градина
Старозагорският зоопарк е основан на 26 април 1957 г. на върха на парк „Митрополит Методи Кусев“ – Аязмото. Това е вторият зоопарк в България, след Софийската зоологическа градина.

## История

### Първи обитатели
Две мечета поставят началото на колекцията от обитатели на зоопарка в Стара Загора през 1957 г. Те са подарени от ловците Димитър Лалев от с. Шейново и Иван Кратунков от град Казанлък, които ги залавят в шипченския Балкан. Кръщават ги Иванка и Димитринка. По-късно са добавени елен и зайци. Оформен е зоокът в сегашния парк „Митрополит Методий Кусев“, който се намирал на мястото на площадката за бадминтон.
Скулптурата на борещи се мечета, поставена срещу входа, показва особеното място на мечките в живота на зоопарка. Старозагорският зоопарк е известен с успешното развъждане на кафявите мечки. Между 2002 и 2007 там са се родили 9 мечета, има нови от 2012 г.

### Първи строежи
Още на 13 юни 1961 г. е било взето решението за изграждане на сегашния зоопарк, приет е и идеен проект, но строителните дейности започват чак през 1965 г. Най-напред е изградена клетката на мечките, след това на лъва, маймуните и т.н. През 1978 г. приключва изграждането на басейните за водоплаващи птици, изградени са и 12 клетки за птици. През годините продължава неговото дооформяне и допълването с нови обитатели.

## В наши дни
Зоопаркът е лицензиран от 2008 г., а през 2015 г. е с подновен лиценз.
На 24 юни 2022 г. зоопаркът отваря врати за посетители след продължил близо три години цялостен ремонт на стойност 4,2 млн. лв. Зоопаркът добива съвременен облик, съчетавайки зони за отдих, забавление, образование, научно-изследователска дейност и атракции. 

### Видово разнообразие
В наши дни зоопаркът обхваща територия от 74 дка и съхранява над 400 животни от 80 вида. Могат да се видят животни от почти всички континенти: Европа – кафява мечка, благороден елен, сърна, рис, вълк, лисица; Азия – тигри, як, газела чинкара, лисица корсак, азиатско диво куче и каракал; Северна и Южна Америка – енот; лама; нанду; пекари Африка – лъв, щраус, сервал и Австралия – ему, папагали; валаби. От декември 2018 г. Старозагорският зоопарк има ново попълнение – бял бенгалски тигър, единствен в България.

### Спасителен център
От 2014 г. зоологическата градина в Стара Загора има статут на спасителен център, по смисъла на Конвенцията за търговия със застрашени видове от CITES. Зоопаркът има едно от най-добрите местообитания за тревопасни животни, в много добро състояние са и загражденията на лъвовете и вълците.

### Аул Бага-Тур
В пределите на зоопарка, в южната част, се намира Аул Бага-Тур на площ от 3 дка, открит на 18 октомври 2015 г.

### Осъвременяване
Приходите на зоопарка преди 2019 г. са годишно между 180 и 190 хил. лв., като таксата за вход от 2 лв. за възрастни (безплатно за деца) се оказва недостатъчна за нужните кардинални ремонти.
От декември 2019 г. започват ремонти за цялостно осъвременяване на зоопарка, а от 7 октомври 2019 г. е затворен за посетители. Проектът се реализира със заемен ресурс от Фонд за устойчиви градове в размер на 4 199 939 лв., от които 2 477 964 лв. са съфинансиране от Европейския фонд за регионално развитие по Приоритетна ос 1 „Устойчиво и интегрирано градско развитие“ на Оперативна програма „Региони в растеж“, предоставено чрез Фонд на фондовете. Предвидено е собствено участие на Община Стара Загора.
Към 2023 г. таксата за възрастен е 6 лв., а да деца – 3 лв.